# Lista över avsnitt av BoJack Horseman
Detta är en avsnittsguide till den amerikanska TV-serien BoJack Horseman.

## Säsongsöversikt
| Säsong | Säsong  | Avsnitt | Avsnitt | Originalvisning                   | Originalvisning                   | Originalkanal |
| ------ | ------- | ------- | ------- | --------------------------------- | --------------------------------- | ------------- |
|        | 1       | 12      | 12      | 22 augusti 2014                   | 22 augusti 2014                   | Netflix       |
|        | Special | Special | Special | 19 december 2014                  | 19 december 2014                  | Netflix       |
|        | 2       | 12      | 12      | 17 juli 2015                      | 17 juli 2015                      | Netflix       |
|        | 3       | 12      | 12      | 22 juli 2016                      | 22 juli 2016                      | Netflix       |
|        | 4       | 12      | 12      | 8 september 2017                  | 8 september 2017                  | Netflix       |
|        | 5       | 12      | 12      | 14 september 2018                 | 14 september 2018                 | Netflix       |
|        | 6       | 16      | 16      | 25 oktober 2019 - 31 januari 2020 | 25 oktober 2019 - 31 januari 2020 | Netflix       |

## Avsnitt

### Säsong 1 (2014)
| Nr i serien | Nr i säsongen | Titel                                                     | Regissör        | Manus                | Originalvisning |
| ----------- | ------------- | --------------------------------------------------------- | --------------- | -------------------- | --------------- |
| 1           | 1             | "BoJack Horseman: the BoJack Horseman Story, Chapter One" | Joel Moser      | Raphael Bob-Waksburg | 22 augusti 2014 |
| 2           | 2             | "BoJack Hates the Troops"                                 | JC Gonzalez     | Raphael Bob-Waksburg | 22 augusti 2014 |
| 3           | 3             | "Prickly-Muffin"                                          | Martin Cendreda | Raphael Bob-Waksburg | 22 augusti 2014 |
| 4           | 4             | "Zoës and Zeldas"                                         | Amy Winfrey     | Peter A. Knight      | 22 augusti 2014 |
| 5           | 5             | "Live Fast, Diane Nguyen"                                 | Joel Moser      | Caroline Williams    | 22 augusti 2014 |
| 6           | 6             | "Our A-Story is a 'D' Story"                              | JC Gonzalez     | Scott Marder         | 22 augusti 2014 |
| 7           | 7             | "Say Anything"                                            | Martin Cendreda | Joe Lawson           | 22 augusti 2014 |
| 8           | 8             | "The Telescope"                                           | Amy Winfrey     | Mehar Sethi          | 22 augusti 2014 |
| 9           | 9             | "Horse Majeure"                                           | Joel Moser      | Peter A. Knight      | 22 augusti 2014 |
| 10          | 10            | "One Trick Pony"                                          | JC Gonzalez     | Laura Gutin Peterson | 22 augusti 2014 |
| 11          | 11            | "Downer Ending"                                           | Amy Winfrey     | Kate Purdy           | 22 augusti 2014 |
| 12          | 12            | "Later"                                                   | Martin Cendreda | Raphael Bob-Waksburg | 22 augusti 2014 |

### Specialavsnitt (2014)
| Nr i serien | Titel                      | Regissör      | Manus                | Originalvisning  |
| ----------- | -------------------------- | ------------- | -------------------- | ---------------- |
| 13          | "Sabrina's Christmas Wish" | J.C. Gonzalez | Raphael Bob-Waksberg | 19 december 2014 |

### Säsong 2 (2015)
| Nr i serien | Nr i säsongen | Titel              | Regissör      | Manus                          | Originalvisning |
| ----------- | ------------- | ------------------ | ------------- | ------------------------------ | --------------- |
| 14          | 1             | "Brand New Couch"  | Amy Winfrey   | Raphael Bob-Waksberg           | 17 juli 2015    |
| 15          | 2             | "Yesterdayland"    | J.C. Gonzalez | Peter A. Knight                | 17 juli 2015    |
| 16          | 3             | "Still Broken"     | Amy Winfrey   | Mehar Sethi                    | 17 juli 2015    |
| 17          | 4             | "After the Party"  | J.C. Gonzalez | Joe Lawson                     | 17 juli 2015    |
| 18          | 5             | "Chickens"         | Mike Roberts  | Joanna Calo                    | 17 juli 2015    |
| 19          | 6             | "Higher Love"      | J.C. Gonzalez | Vera Santamaria                | 17 juli 2015    |
| 20          | 7             | "Hank After Dark"  | Amy Winfrey   | Kelly Galuska                  | 17 juli 2015    |
| 21          | 8             | "Let's Find Out"   | Matt Mariska  | Alison Flierl & Scott Chernoff | 17 juli 2015    |
| 22          | 9             | "The Shot"         | Matt Mariska  | Elijah Aron & Jordan Young     | 17 juli 2015    |
| 23          | 10            | "Yes And"          | J.C. Gonzalez | Mehar Sethi                    | 17 juli 2015    |
| 24          | 11            | "Escape From L.A." | Amy Winfrey   | Joe Lawson                     | 17 juli 2015    |
| 25          | 12            | "Out to Sea"       | Mike Roberts  | Elijah Aron & Jordan Young     | 17 juli 2015    |

### Säsong 3 (2016)
| Nr i serien | Nr i säsongen | Titel                           | Regissör           | Manus                          | Originalvisning |
| ----------- | ------------- | ------------------------------- | ------------------ | ------------------------------ | --------------- |
| 26          | 1             | "Start Spreading The News"      | J.C. Gonzalez      | Joe Lawson                     | 22 juli 2016    |
| 27          | 2             | "The BoJack Horseman Show"      | Adam Parton        | Vera Santamaria                | 22 juli 2016    |
| 28          | 3             | "BoJack Kills"                  | Amy Winfrey        | Kelly Galuska                  | 22 juli 2016    |
| 29          | 4             | "Fish Out of Water"             | Mike Hollingsworth | Elijah Aron & Jordan Young     | 22 juli 2016    |
| 30          | 5             | "Love And/Or Marriage"          | J.C. Gonzalez      | Peter A. Knight                | 22 juli 2016    |
| 31          | 6             | "Brrap Brrap Pew Pew"           | Amy Winfrey        | Joanna Calo                    | 22 juli 2016    |
| 32          | 7             | "Stop the Presses"              | Adam Parton        | Joe Lawson                     | 22 juli 2016    |
| 33          | 8             | "Old Acquaintance"              | J.C. Gonzalez      | Alison Flierl & Scott Chernoff | 22 juli 2016    |
| 34          | 9             | "Best Thing That Ever Happened" | Amy Winfrey        | Kate Purdy                     | 22 juli 2016    |
| 35          | 10            | "It's You"                      | Adam Parton        | Vera Santamaria                | 22 juli 2016    |
| 36          | 11            | "That's Too Much, Man!"         | J.C. Gonzalez      | Elijah Aron & Jordan Young     | 22 juli 2016    |
| 37          | 12            | "That Went Well"                | Amy Winfrey        | Raphael Bob-Waksberg           | 22 juli 2016    |

### Säsong 4 (2017)
| Nr i serien | Nr i säsongen | Titel                         | Regissör            | Manus                      | Originalvisning  |
| ----------- | ------------- | ----------------------------- | ------------------- | -------------------------- | ---------------- |
| 38          | 1             | "See Mr. Peanutbutter Run"    | Amy Winfrey         | Peter A. Knight            | 8 september 2017 |
| 39          | 2             | "The Old Sugarman Place"      | Anne Walker Farrell | Kate Purdy                 | 8 september 2017 |
| 40          | 3             | "Hooray! Todd Episode!"       | Aaron Long          | Elijah Aron & Jordan Young | 8 september 2017 |
| 41          | 4             | "Commence Fracking"           | Matt Garofalo       | Joanna Calo                | 8 september 2017 |
| 42          | 5             | "Thoughts and Prayers"        | Amy Winfrey         | Nick Adams                 | 8 september 2017 |
| 43          | 6             | "Stupid Piece of Sh*t"        | Anne Walker Farrell | Alison Tafel               | 8 september 2017 |
| 44          | 7             | "Underground"                 | Aaron Long          | Kelly Galuska              | 8 september 2017 |
| 45          | 8             | "The Judge"                   | Otto Murga          | Elijah Aron & Jordan Young | 8 september 2017 |
| 46          | 9             | "Ruthie"                      | Amy Winfrey         | Joanna Calo                | 8 september 2017 |
| 47          | 10            | "lovin that cali lifestyle!!" | Anne Walker Farrell | Peter A. Knight            | 8 september 2017 |
| 48          | 11            | "Time's Arrow"                | Aaron Long          | Kate Purdy                 | 8 september 2017 |
| 49          | 12            | "What Time Is It Right Now"   | Tim Rauch           | Raphael Bob-Waksberg       | 8 september 2017 |

### Säsong 5 (2018)
| Nr i serien | Nr i säsongen | Titel                      | Regissör            | Manus                | Originalvisning   |
| ----------- | ------------- | -------------------------- | ------------------- | -------------------- | ----------------- |
| 50          | 1             | "The Light Bulb Scene"     | Adam Parton         | Kate Purdy           | 14 september 2018 |
| 51          | 2             | "The Dog Days Are Over"    | Amy Winfrey         | Joanna Calo          | 14 september 2018 |
| 52          | 3             | "Planned Obsolescence"     | Aaron Long          | Elijah Aron          | 14 september 2018 |
| 53          | 4             | "BoJack the Feminist"      | Anne Walker Farrell | Nick Adams           | 14 september 2018 |
| 54          | 5             | "The Amelia Earhart Story" | Adam Parton         | Joe Lawson           | 14 september 2018 |
| 55          | 6             | "Free Churro"              | Amy Winfrey         | Raphael Bob-Waksberg | 14 september 2018 |
| 56          | 7             | "INT. SUB"                 | Aaron Long          | Alison Tafel         | 14 september 2018 |
| 57          | 8             | "Mr. Peanutbutter's Boos"  | Anne Walker Farrell | Kelly Galuska        | 14 september 2018 |
| 58          | 9             | "Ancient History"          | Peter Merryman      | Rachel Kaplan        | 14 september 2018 |
| 59          | 10            | "Head in the Clouds"       | Amy Winfrey         | Peter A. Knight      | 14 september 2018 |
| 60          | 11            | "The Showstopper"          | Aaron Long          | Elijah Aron          | 14 september 2018 |
| 61          | 12            | "The Stopped Show"         | Anne Walker Farrell | Joanna Calo          | 14 september 2018 |

### Säsong 6 (2019 - 2020)
| Nr i serien | Nr i säsongen | Titel                                         | Regissör       | Manus                | Originalvisning |
| ----------- | ------------- | --------------------------------------------- | -------------- | -------------------- | --------------- |
| 62          | 1             | "A Horse Walks into a Rehab"                  | Peter Merryman | Elijah Aron          | 25 oktober 2019 |
| 63          | 2             | "The New Client"                              | Amy Winfrey    | Nick Adams           | 25 oktober 2019 |
| 64          | 3             | "Feel-Good Story"                             | Mollie Helms   | Alison Tafel         | 25 oktober 2019 |
| 65          | 4             | "Surprise!"                                   | Adam Parton    | Peter A. Knight      | 25 oktober 2019 |
| 66          | 5             | "A Little Uneven, Is All"                     | Peter Merryman | Rachel Kaplan        | 25 oktober 2019 |
| 67          | 6             | "The Kidney Stays in the Picture"             | Mollie Helms   | Minhal Baig          | 25 oktober 2019 |
| 68          | 7             | "The Face of Depression"                      | Aaron Long     | Shauna McGarry       | 25 oktober 2019 |
| 69          | 8             | "A Quick One, While He's Away"                | Amy Winfrey    | Raphael Bob-Waksberg | 25 oktober 2019 |
| 70          | 9             | "Intermediate Scene Study w/ BoJack Horseman" | Adam Parton    | Joe Lawson           | 31 januari 2020 |
| 71          | 10            | "Good Damage"                                 | James Bowman   | Joanna Calo          | 31 januari 2020 |
| 72          | 11            | "Sunk Cost and All That"                      | Amy Winfrey    | Jonny Sun            | 31 januari 2020 |
| 73          | 12            | "Xerox of a Xerox"                            | Aaron Long     | Nick Adams           | 31 januari 2020 |
| 74          | 13            | "The Horny Unicorn"                           | Adam Parton    | Amy Schwartz         | 31 januari 2020 |
| 75          | 14            | "Angela"                                      | James Bowman   | Shauna McGarry       | 31 januari 2020 |
| 76          | 15            | "The View from Halfway Down"                  | Amy Winfrey    | Alison Tafel         | 31 januari 2020 |
| 77          | 16            | "Nice While It Lasted"                        | Aaron Long     | Raphael Bob-Waksberg | 31 januari 2020 |